# Józef Załuski (zm. 1742)
Józef Załuski herbu Junosza (zm. 28 sierpnia 1742 roku) – starosta rawski od 1709 roku, rotmistrz ziemi rawskiej w 1733 roku, marszałek sejmiku województwa rawskiego w Bolimowie w 1716 roku, marszałek województwa rawskiego w konfederacji dzikowskiej w 1734 roku.

## Życiorys
Syn Hieronima. 
Jako poseł ziemi rawskiej był uczestnikiem Walnej Rady Warszawskiej 1710 roku. Poseł województwa sieradzkiego na sejm 1732 roku.